# آنه فنندال
آنه فنندال (هلندی: Anne Veenendaal؛ زادهٔ ۷ سپتامبر ۱۹۹۵) بازیکن هاکی روی چمن زن اهل هلند است.